# Amfreville, Manche
Amfreville är en kommun i departementet Manche i regionen Normandie i norra Frankrike. Kommunen ligger i kantonen Sainte-Mère-Église som tillhör arrondissementet Cherbourg. År 2018 hade Amfreville 287 invånare.

## Befolkningsutveckling
Antalet invånare i kommunen Amfreville
| Referens: INSEE |